# Mediatraining
Een mediatraining is een cursus gericht op het verbeteren van iemands optreden in de pers en de media. Hierbij wordt zowel gewerkt aan de inhoud als aan de vorm van de communicatie.
De inhoudelijke aspecten hebben betrekking op het beknopt en duidelijk formuleren van een boodschap, het beantwoorden van vragen en het hanteren van de juiste interviewtechnieken.
De vormelijke aspecten zijn onder andere lichaamstaal, uitspraak, mimiek en het beheersen van stress en ticks.
Een van de belangrijkste onderdelen van een mediatraining is het rollenspel. Aan de hand van een fictieve of reële case, worden de verschillende aspecten geïllustreerd, bijgestuurd en geoefend. Dergelijke rollenspellen kunnen heel realistisch worden uitgevoerd met bijvoorbeeld een camera en een studio-omgeving. Meestal wordt de video-opname achteraf bekeken en besproken samen met de mediatrainer.
Sommige mediatrainers leggen veel nadruk op de beeldtaal. Ze baseren zich vaak op onderzoek dat suggereerde dat op tv-kijkers het beeld veruit de meeste indruk maakt en de inhoud, de tekst van de boodschap nauwelijks. Anderen wijzen erop dat het onderliggende onderzoek uit de jaren zestig van Albert Mehrabian dit helemaal niet heeft aangetoond en werken meer vanuit de overtuigingskracht en geloofwaardigheid van de inhoudelijke boodschap.
Een goede mediatrainer moet beschikken over kennis over uiteenlopende onderwerpen, zoals media, materiaal en materiekennis. Mediakennis is nodig om te beoordelen hoe sprekers kunnen inspelen op de gebruiken in de mediawereld en van journalisten, de zogenaamde medialogica. Mensenkennis is nodig om te bereiken dat een deelnemer een authentieke betoogstijl aanleert. En  materiekennis is nodig om de boodschap en de argumentatie te verbeteren.
In Nederland is het vak sterk in ontwikkeling omdat de vraag naar mediatraining groeit. Bestuurders uit bedrijven en bij de overheid beseffen dat hun mediaoptredens een belangrijke succesfactor zijn voor hun doelstellingen of beleid en willen goed beslagen ten ijs komen. Uit allerlei communicatieonderzoek blijkt dat redactionele media-aandacht veel meer invloed heeft op het denken en handelen van het publiek dan bijvoorbeeld reclame of publieksvoorlichting. Niettemin geven organisaties nog steeds veel meer geld uit aan reclame dan aan de begeleiding van mediacommunicatie.